# Zuzana Mikušová
Zuzana Mikušová, uváděna též chybně jako Zuzana Mikošová (12. května 1938 – 14. října 2012), byla slovenská a československá politička a bezpartijní poslankyně Sněmovny lidu Federálního shromáždění za normalizace.

## Biografie
K roku 1971 se profesně uváděla jako dělnice. Ve volbách roku 1971 zasedla do Sněmovny lidu (volební obvod č. 169 – Liptovský Mikuláš, Středoslovenský kraj). Ve Federálním shromáždění setrvala do konce funkčního období, tedy do voleb v roce 1976.